# Aussi loin que l'amour
Pour plus de détails, voir Fiche technique et Distribution.
Aussi loin que l'amour est un film français réalisé par Frédéric Rossif en 1970 et sorti en 1971. C'est le premier long métrage du réalisateur.

## Fiche technique
- Titre : Aussi loin que l'amour
- Réalisation : Frédéric Rossif, assisté de Jean Mylonas
- Scénario : Frédéric Rossif
- Décors : Jacques Marillier
- Photographie : Georges Barsky
- Son : Harald Maury
- Montage : Geneviève Winding
- Musique : Sébastien Morato
  - Chanson du film : Denise Glaser[1] (paroles), Sébastien Morato (musique), Marie Laforêt (interprète).
- Société de production :  Télé Hachette
- Directeur de production : Michèle Wiart
- Société de distribution :  Columbia films
- Pays :  France
- Langue originale : français
- Format : couleur (Eastmancolor) - 35 mm - Son mono
- Genre : comédie dramatique
- Durée : 90 minutes
- Date de sortie :	
  - France : 20 octobre 1971

## Distribution
- Michel Duchaussoy : Michel
- Francine Racette : Isabelle
- Suzanne Flon : la capitaine
- Stéphane Audran : la femme de Michel
- Marcel Dalio : le milliardaire
- Madeleine Robinson : la femme du bar
- Françoise Christophe : la cliente
- Rufus : le barman
- Martine Sarcey : la jeune veuve
- Barbara : Barbara, une chanteuse de cabaret
- Berthe Bovy : une invitée
- Alexandre Rignault
- Memphis Slim : le pianiste
- Claude Chabrol : l'homme au poteau
- Salvador Dalí
- Daniel Gall : le fils Schneider